# Модель половинок електрона
Модель половинок електрона (англ. Half-electron (HE) model)  — підхід при розгляді молекулярних систем з відкритою оболонкою в рамках формалізму теорій, розвиннених для систем із закритими оболонками. Полягає у заміні неспареного електрона двома його половинками, а усі рівняння використовуються без змін. Застосовується в напівемпіричних методах розрахунку.